# Auberge Au Soleil d'Or
L'auberge Au Soleil d'Or est un monument historique situé à Fegersheim, dans le département français du Bas-Rhin.

## Localisation
Ce bâtiment est situé au 27, route de Lyon à Fegersheim.
Il est à distinguer de celui qui lui fait face, qui fut la demeure privée du maître de poste, au 46, route de Lyon.

## Historique
L'édifice fait l'objet d'une inscription au titre des monuments historiques depuis 2000.
De plus, le bâtiment accueille en son sein une médiathèque (appelée la « CLEF »), ainsi qu’un laboratoire médical et une salle polyvalente communale dans son sous-sol (cette salle présente encore l’architecture d’époque, avec piliers en pierre et passe-tonneaux).